# Perigosinha
Perigosinha é uma canção da cantora brasileira Claudia Leitte, lançada em 13 de dezembro de 2019 como o segundo single de seu EP, Bandera Move.

## Composição
A canção foi escrita por Claudia Leitte, Caio Sanfoneiro, Felipe Amorim, Jack Pallas, Kaleb Junior e Vitinho Sanfoneiro.

## Lançamento
Perigosinha foi lançada junto com o EP Bandera Move.. O lançamento do clipe foi no dia 03 de janeiro de 2020.

## Desempenho nas tabelas musicais
| Charts         | Melhor posição |
| -------------- | -------------- |
| Spotify Brasil | 144            |